# SGF29
SGF29 (англ. SAGA complex associated factor 29) – білок, який кодується однойменним геном, розташованим у людей на 16-й хромосомі. Довжина поліпептидного ланцюга білка становить 293 амінокислот, а молекулярна маса — 33 238.
| 10         |  | 20         |  | 30         |  | 40         |  | 50         |
| ---------- |  | ---------- |  | ---------- |  | ---------- |  | ---------- |
| MALVSADSRI |  | AELLTELHQL |  | IKQTQEERSR |  | SEHNLVNIQK |  | THERMQTENK |
| ISPYYRTKLR |  | GLYTTAKADA |  | EAECNILRKA |  | LDKIAEIKSL |  | LEERRIAAKI |
| AGLYNDSEPP |  | RKTMRRGVLM |  | TLLQQSAMTL |  | PLWIGKPGDK |  | PPPLCGAIPA |
| SGDYVARPGD |  | KVAARVKAVD |  | GDEQWILAEV |  | VSYSHATNKY |  | EVDDIDEEGK |
| ERHTLSRRRV |  | IPLPQWKANP |  | ETDPEALFQK |  | EQLVLALYPQ |  | TTCFYRALIH |
| APPQRPQDDY |  | SVLFEDTSYA |  | DGYSPPLNVA |  | QRYVVACKEP |  | KKK        |

A: Аланін

C: Цистеїн

D: Аспарагінова кислота

E: Глутамінова кислота

F: Фенілаланін

G: Гліцин

H: Гістидин

I: Ізолейцин

K: Лізин

L: Лейцин

M: Метіонін

N: Аспарагін

P: Пролін

Q: Глутамін

R: Аргінін

S: Серин

T: Треонін

V: Валін

W: Триптофан

Кодований геном білок за функцією належить до регуляторів хроматину. 
Задіяний у таких біологічних процесах, як транскрипція, регуляція транскрипції, ацетилювання. 
Локалізований у ядрі.